# Саид-паша Османовић
Саид-паша Османовић био је истакнути политичар с краја 19. и почетка 20. века који је живео и радио на подручју Горње Јабланице.

## Биографија
Рођен је у 19. веку у селу Лапаштици. Пре ослобођења Горње Јабланице 1878. године био је виши турски официр и војни заповедник Софијског санџака. Било му је име Саид (Саит), од оца Османа Саитовића. Његови сународници су га назвали „Саид-паша".
После пораза турске војске сакривао се у свом родном селу. У рату је рањен и изгубио је један прст. На притисак поручника и команданта батаљона Краијнске војске Драгутина Аранђеловића, Саид се предао. После предаје Врховној команди српске војске, с њим је у Нишу разговарао и књаз Милан Обреновић. Саид је изразио пуну лојалност српским властима. Вратио се у завичај и позвао Арнауте да не беже из Горње Јабланице, већ да се врате кућама. Захваљујући Саиду, задржало се више арнаутских породица у селима: Лапаштици, Тупалу, Капиту, Свирцу, Ђулекару, Дедићу (засеок Медвеђе) и Грбавцу. Саид-паша се укључио у политички живот Горње Јабланице. Постао је и  лични пријатељ српског краља Милана. Године 1886. изабран је за председника Бувско-равнобањске општине, а када је она укинута, постао је председник Медвеђске општине.
О Саид-паши Османовићу оставио је запис Радоје Денић Рашко из Медвеђе: „Први председник општине био је Саид-паша из села Тупала. Он није био паша у правом смислу, него је био првак код Арнаута, па су га они тако називали зато што је некада, за време рата, био неки војни старешина, па и сад носи војничку униформу и сабљу, а од наше државе прима пензију од 60 динара месечно за заслуге које је нашој војсци учинио, а тиме и своје село Тупале обезбедио, да сви житељи остану на својим местима слободни као наши грађани, где се и данас налазе. Они су Југословени муслиманске вере. Учествовали су у одбрани наше земље у свим ратовима и показују се као врло добри и исправни грађани у сваком погледу.” Саид-паша Османовић, био је тада старији човек, шездесетих година висок и угледан, јахао увек доброг коња седланика, наоружан сабљом и револвером и имао увек по неког пратиоца. Био је друштвен и волео је пиће и весеља са песмама. Имао је обичај да узвикне „Доле Швабо! Живео Москов (Руси)!” Он је имао брата Јусена, који је био најразвијенији човек у овом крају са огромном снагом. Кад прође на коњу поред другог јахача, он једном руком скине јахача са коња и метне га пред себе, на свог коња. Изводио би такве шале које други не могу. Саит као председник биран је од пуноправних гласача слободним јавним гласањем. Тада су били напредњаци на власти. Од среске владе би се наредило за кога народ има да гласа и народ би био послушан. Са горњојабланичким првацима Саид је 1903. године поздравио долазак Петра Карађорђевића за српског краља.